# Heliamphora glabra
Heliamphora glabra är en flugtrumpetväxtart som först beskrevs av Bassett Maguire, och fick sitt nu gällande namn av Nerz, Wistuba och Hoogenstr. Heliamphora glabra ingår i släktet Heliamphora och familjen flugtrumpetväxter. Inga underarter finns listade i Catalogue of Life.